# Zékounga
Zékounga est une localité située dans le département de Tanghin-Dassouri de la province du Kadiogo dans la région Centre au Burkina Faso.

## Géographie
Zékounga est situé à 7 km au nord-ouest de Bazoulé, à 12 km au nord-est de Tanghin-Dassouri, le chef-lieu du département, et à 12 km à l'ouest du centre de Ouagadougou.
Le village est à 3 km au sud-est de la route nationale 2.

## Histoire
Il existe un conflit territorial historique entre la localité de Zékounga dite « Zékounga de San-Naba » (canton de Bazoulé) et celle dite « Zékounga de Goug-Naba » (ou Zékounga 1 dépendant coutumièrement de Baloum-Naba) avec des rattachements administratifs confus (département de Tanghin-Dassouri pour la première ; arrondissement 8 du département de Ouagadougou pour la seconde) et des enjeux fonciers importants (lotissements et usages) impliquant des autorités locales.

## Économie
L'économie de Zékounga repose notamment sur l'activité de son marché local avec un abattoir inauguré en 2012.

## Santé et éducation
Zékounga accueille un centre de santé et de promotion sociale (CSPS) tandis que le centre médical (CM) se trouve à Tanghin-Dassouri et que les hôpitaux sont à Ouagadougou.
Le village possède une école primaire publique et un collège d'enseignement général (CEG).